# Saropogon mellipes
Saropogon mellipes är en tvåvingeart som beskrevs av Stanley Willard Bromley 1934. Saropogon mellipes ingår i släktet Saropogon och familjen rovflugor.
Artens utbredningsområde är Guyana. Inga underarter finns listade i Catalogue of Life.